# Kobe Bufkin

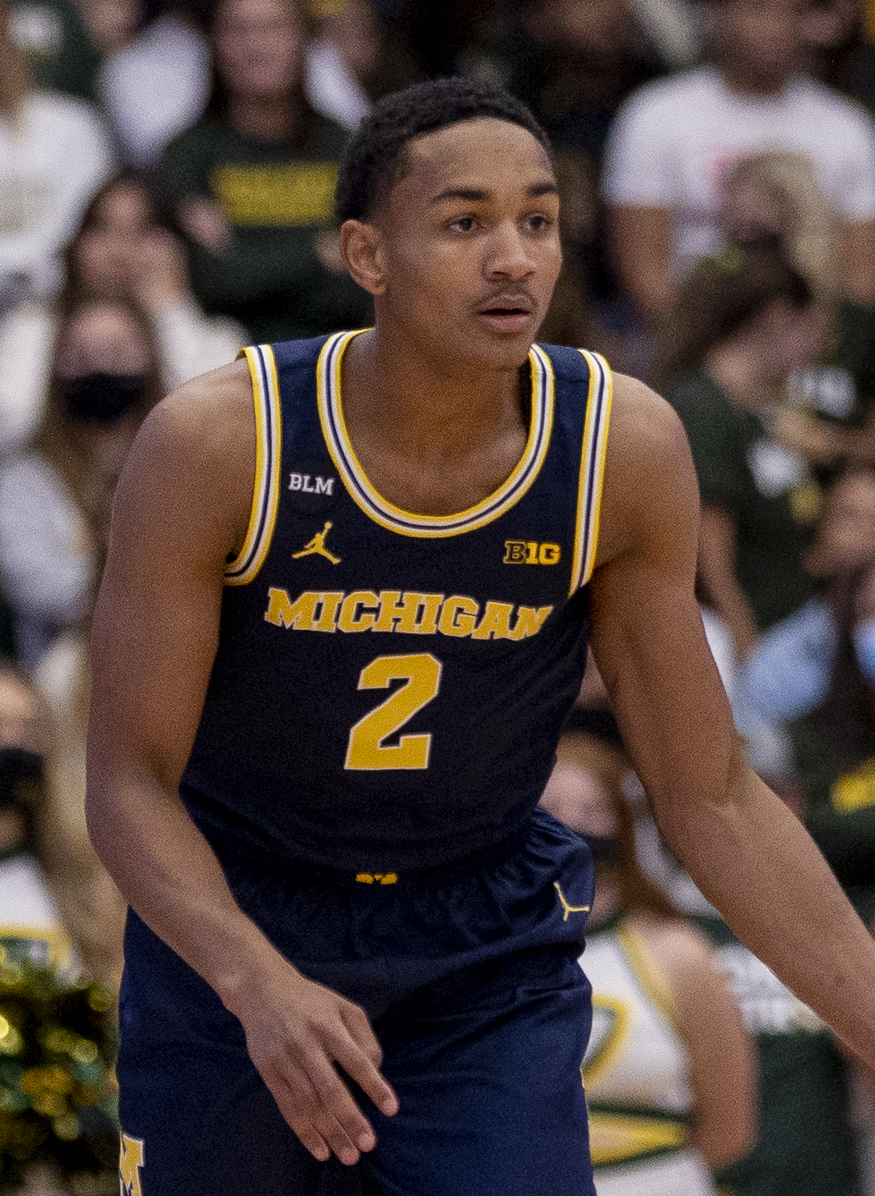
Kobe Bufkin, 2021.

Kobe Bufkin, född 21 september 2003 i Grand Rapids i Michigan, är en amerikansk professionell basketspelare (SG/PG) som spelar för Atlanta Hawks i National Basketball Association (NBA).
Han draftades av Atlanta Hawks i första rundan i 2023 års draft som 15:e spelare totalt.
Innan Bufkin blev proffs studerade han vid University of Michigan och spelade för universitetets idrottsförening Michigan Wolverines.